# Parapercis gilliesii
Parapercis gilliesii és una espècie de peix de la família dels pingüipèdids i de l'ordre dels perciformes.

## Hàbitat i distribució geogràfica
És un peix marí, demersal i de clima temperat, el qual viu al Pacífic sud-occidental: Nova Zelanda.

## Observacions
És inofensiu per als humans.